# Les Pechs du Vers
Les Pechs du Vers is een gemeente in het Franse departement Lot (regio Occitanie). De plaats maakt deel uit van het arrondissement Gourdon. Les Pechs du Vers is op 1 januari 2016 ontstaan door de fusie van de gemeenten Saint-Cernin en Saint-Martin-de-Vers. De gemeente telde 306 inwoners op 1 januari 2022.

## Geografie
De oppervlakte van Les Pechs du Vers bedroeg op 1 januari 2022 26,21 vierkante kilometer; de bevolkingsdichtheid was toen 11,7 inwoners per km².

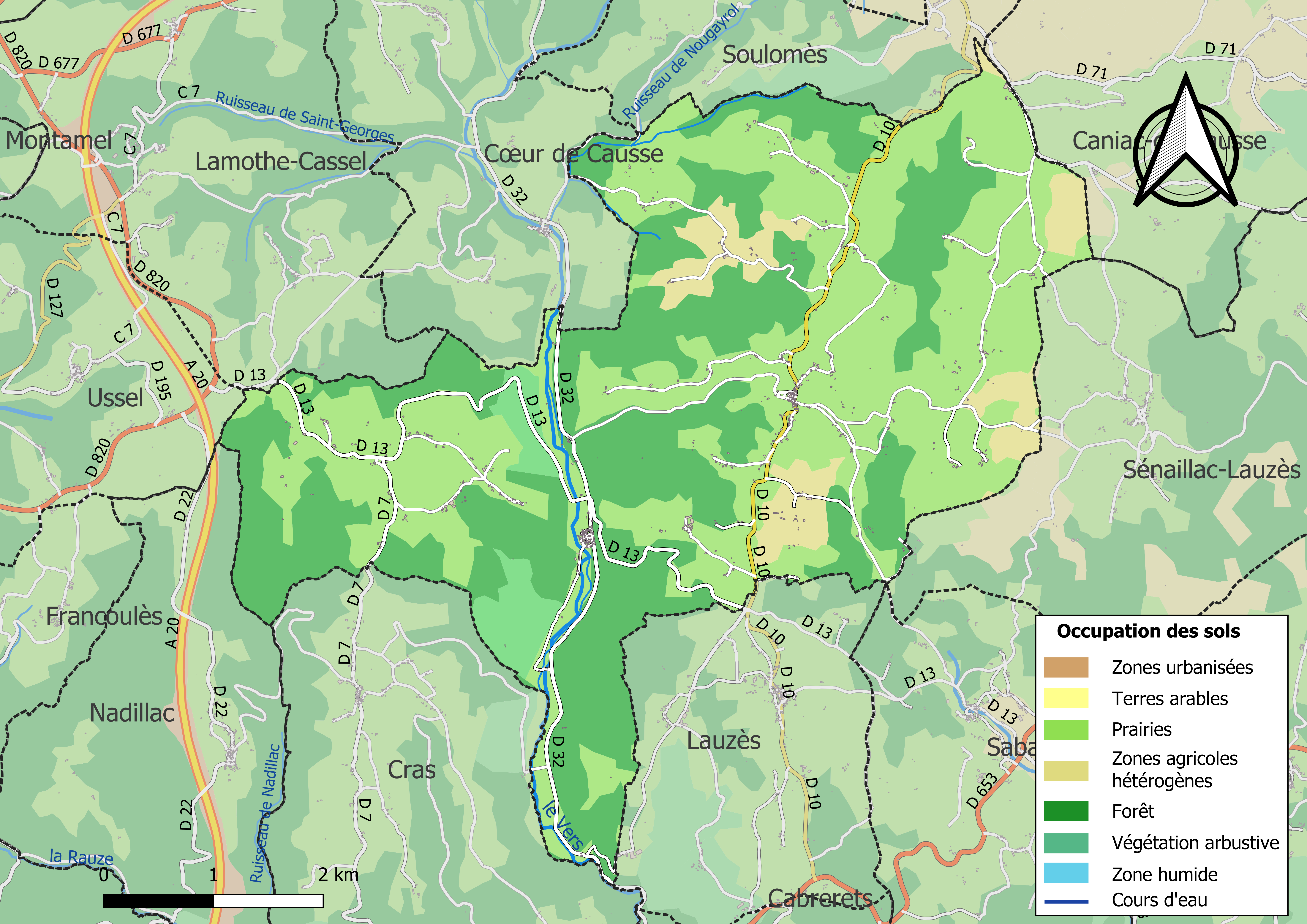
Kaart van de gemeente met de belangrijkste infrastructuur, bodemgebruik en omliggende gemeenten